# Samia Little Elk
Samia Little Elk (* 1979 in Berlin; geb. Ouail) ist eine deutsche Synchronsprecherin und Medizinerin.

## Biographie
Samia Little Elk ist die Tochter von Monika und Kihal Ouail. 2001 hatte sie in der Serie Keine Gnade für Dad als Stimme von Arielle Kebbel ihr Debüt als Synchronsprecherin. 2003 vertonte sie Haylie Duff als Stevie Marx in Die himmlische Joan und die Moderatorin Fearne Cotton in der Bastelserie Finger Tips. Es folgten weitere kleine Rollen in US-amerikanischen Serien, wie zum Beispiel in Veronica Mars als Debbie Mayer, in Power Rangers S.P.D. als Morgana und in dem aus 2010 stammenden Kinofilm Auftrag Rache als Melissa Conway. In The Tribe sprach sie zudem Jennyfer Jewell als Ellie.
Little Elk wirkte als Sprecherin auch in animierten Serien mit, unter anderem als Nori in Barbie Fairytopia und als Hexe Stormy in Winx Club, in welcher sie aber 2011 von Bianca Krahl abgelöst wurde. Sie war auch in einigen Anime-Serien zu hören: So erhielt sie eine der Hauptrollen in Azumanga Daioh. In der ersten Episode des Detektiv-Conan-Animes synchronisierte sie Reiko und in Angelic Layer Chitose Tanaka. 2007 lieh Little Elk in dem Psychothriller-Anime Elfen Lied der Protagonistin Lucy, auch bekannt als Nyū, ihre Stimme. Seit 2009 spricht sie in den Neon-Genesis-Evangelion-Filmen Rei Ayanami, welche in der Originalfassung von Megumi Hayashibara gesprochen wird.
2006 schrieb sie an der FU Berlin eine Dissertation über den Einfluss von Schlafentzug auf die psychomotorische Leistungsfähigkeit von Chirurgen und erhielt 2007 die Promotion zum Doktor der Medizin.
Sie ist Mitgründerin des Medienunternehmens SAMIVO media sowie einer Schlafpraxis in Berlin.

## Sprechrollen

### Filme
- Auftrag Rache als Melissa Conway
- Barbie Fairytopia als Nori
- Barbie präsentiert Elfinchen als Makena
- Evangelion:1.01 – You are (not) alone. als Rei Ayanami
- Evangelion:2.22 – You can (not) advance. als Rei Ayanami
- Evangelion:3.33 - You can (not) redo. als Rei Ayanami

### Serien
- Angelic Layer als Chitose Tanaka
- Azumanga Daioh als Sakaki
- Dawson’s Creek als Beatrice Bush
- Detektiv Conan als Reiko
- Die himmlische Joan als Debbie Mayer
- Elfen Lied als Lucy
- Finger Tips als Fearne Cotton
- Keine Gnade für Dad als Taya
- Power Rangers S.P.D. als Morgana
- The Tribe als Ellie
- Veronica Mars als Debbie Mayer
- Winx Club – Die Serie als Stormy
- W.i.t.c.h. als Miranda